# Huntsman Corporation
Die Huntsman Corporation ist ein US-amerikanisches Chemieunternehmen mit rechtlichem Sitz in Salt Lake City im Bundesstaat Utah, Vereinigte Staaten. Die operative Zentrale ist in The Woodlands im Bundesstaat Texas angesiedelt. Tochterunternehmen der Huntsman Corporation sind unter anderem die Tioxide Group und die Vantico Group.

## Geschichte

### Gründung und Börsengang
1970 wurde die Huntsman Container Corporation von Jon M. Huntsman gegründet. Sie wurde später in den heutigen Namen umbenannt und durch ihren Börsengang an der New York Stock Exchange 2005 bekannt. Das Unternehmen ist durch eine Reihe von Akquisen stark gewachsen und ist heute ein Hersteller von verschiedensten Grund- und Spezialchemikalien.

### Erfolgreiche Übernahmen und Fusion
Im April 1994 übernahm Huntsman die Texaco Chemical Company Schrittweise für 1,06 Milliarden US-Dollar, erst 1999 stimmte Texaco der Übernahme der letzten Petrochemikalien-Werke zu, Huntsman musste hierfür weitere 600 Millionen US-Dollar zahlen, so belief sich der Gesamtpreis der Übernahme auf 1,66 Milliarden US-Dollar.
Huntsman stieg zum drittgrößten Petrochemikalien-Unternehmen der USA auf, als sie 1999 die Petrochemie-Sparte der Imperial Chemical Industries für 2,8 Milliarden US-Dollar übernahm. 2014 übernahm die Huntsman Corp. die Performance Additive und Titandioxid Sparte der Rockwood Holdings, Inc. und wurde damit zum zweitgrößten Produzenten von Titandioxid und anorganischen Farbpigmenten. Für diese Übernahme zahlte Huntsman vermutlich 1 Milliarde US-Dollar.

### Gescheiterte Übernahmen
Im Juni 2007 gab das Unternehmen bekannt, dass sie einer Übernahme durch Access Industries und deren Chemiesparte Basell AF, im Besitz des Milliardärs Len Blavatnik, für 5,88 Milliarden US-Dollar zugestimmt hätten. Huntsman Aktionäre würden 25,25 $ pro Aktie bekommen und 3,7 Milliarden US-Dollar würde Access behalten, um verbleibende Schulden der Huntsman Corp. zu begleichen.
Am 12. Juli wurde der Deal allerdings aufgekündigt, da die Huntsman Corp. mit der Apollo Management einen weiteren Käufer gefunden hatte, der mit einem Angebot von 6,51 Milliarden US-Dollar oder 28 $ pro Aktie etwa 630 Millionen US-Dollar mehr bot als Access Industries. Nachdem Apollo sich aber aus dem Deal zurückzog, verklagte die Huntsman Corp. Apollo und zwei seiner Partner in Texas. Huntsman verdächtigte die Apollo Management sowieso, niemals die Intention gehabt zu haben, seiner Tochter, der Hexion Specialty Chemicals, den Deal über ein Volumen von mehr als 6,5 Milliarden US-Dollar zu erlauben. Außerdem beschuldigte Huntsman Apollo, ein höheres Angebot als Access Industries und Basell AF gemacht zu haben, um einen Verkauf an diese zu verhindern, weil dies Hexions Marktanteil bedroht hätte. Hexion wiederum ließ verlautbaren, dass der Rückzug aus dem Deal auf die finanziellen Umstände der Huntsman Corp. zurückzuführen wären. Nachdem der Deal platzte, fiel die Aktie der Huntsman Corp. um fast 50 %.
Im Dezember 2008 einigten sich Apollo und Hexion darauf, der Huntsman Corp. 1 Milliarde US-Dollar zu zahlen, damit diese alle Anklagen fallen lassen. Eine Klage gegen die beratende Bank der Apollo Management wurde 2009 eingereicht und brachte Huntsman weitere 1,732 Milliarden US-Dollar.

### Aktuelle Entwicklungen
Im Mai 2017 wurde bekannt, dass die Schweizer Clariant und Huntsman zur neuen HuntsmanClariant fusionieren wollen, mit juristischem Sitz in Pratteln und der operativen Zentrale in The Woodlands. Mit HuntsmanClariant wäre nach der deutschen Evonik der weltweit zweitgrößte Konzern für Spezialchemie entstanden. Im Oktober 2017 wurde die geplante Fusion von Seite der Clariant gekippt.
Die Pigmentsparte von Huntsman P&A wurde 2017 in eine eigene Gesellschaft mit dem Namen Venator Materials ausgegliedert und an die Börse gebracht. Dieser Konzern hat heute seinen Sitz in Wynyard, Stockton-on-Tees, Vereinigtes Königreich und beschäftigt mehr als 4.000 Mitarbeiter an 27 Produktionsstandorten. Am 19. März 2018 wurde die deutsche Tochtergesellschaft in Venator Germany GmbH umfirmiert. 2020 verkaufte Huntsman seinen noch an Venator Materials gehaltenen Anteil von gut 49 Prozent an SK Capital Partners.

## Unternehmen
2016 generierte die Huntsman Corp. Einnahmen von 9,657 Milliarden US-Dollar, was einem Rückgang um 6,3 % auf das Vorjahr entspricht.

### Aktionärsstruktur
Die Huntsman Corporation hatte 2017 eine Marktkapitalisierung von 6,403 Milliarden US-Dollar. Die drei größten institutionellen Anleger sind die Vanguard Group Inc. mit 7,79 %, die Huntsman Foundation mit 7,74 % und die Huntsman Family Holdings CO LLC mit 5,01 %.
| Platz | Name                            | Anteil in % |
| ----- | ------------------------------- | ----------- |
| 1     | The Vanguard Group Inc.         | 7,79        |
| 2     | Huntsman Foundation             | 7,74        |
| 3     | Huntsman Family Holdings CO LLC | 5,01        |
| 4     | LSV Asset Management            | 4,45        |
| 5     | AQR Capital Management LLC      | 3,25        |

## Struktur und Produkte
Huntsman produziert in seinen operativen Gesellschaften Ausgangsprodukte für die Chemie-, Kunststoff-, Automobil-, Luftfahrt-, Textil-, Schuh-, Farben- und Beschichtungs-, Pharma- sowie die Bauindustrie, die Landwirtschaft, für die Herstellung von Waschmitteln, Körperpflegeprodukten, Möbeln, Haushaltsgeräten und Verpackungen.
Der Konzern gliedert sich in fünf Divisionen auf:

### Performance Products
Die Division Performance ist auf die Erzeugung von chemischen Zwischenprodukten spezialisiert. Hauptsächlich werden Produkte auf Basis von Aminen, Tensiden, Carbonaten, Diolen und Maleinsäureanhydrid erzeugt. Die Produkte werden hauptsächlich in der Agrochemie, auf Öl- und Gasfeldern, der Kosmetik und im Bergbau eingesetzt.

### Advanced Materials
Die Division Advanced Materials ist spezialisiert auf die Herstellung kundenspezifischer Stoffe. Zur Anwendung kommen dabei Epoxidharze, Polyacrylate und Polyurethane. Die Produkte werden in der Luft- und Raumfahrt eingesetzt und in der Automobil- und Energieindustrie.

### Pigmente und Additive
Die Division produziert Titandioxid-Pigmente. Die Farben und Pigmente werden verwendet, um Materialien wie Kunststoffe, Kosmetik, pharmazeutische Produkte, Nahrung und Beton einzufärben.

### Polyurethanes
Die Division erzeugt MDI-basierte Polyurethane. Polyurethane haben ein breites Aufgabengebiet, sie werden unter anderem in Kühlschränken verbaut und zur Isolierung verwendet.

### Textile Effects
Textile Effect ist ein Lieferant für Chemikalien und Farbstoffe mit dem Fokus auf die Textilindustrie. Die Farben von Huntsman sollen UV-resistenter und wasserabweisender als andere Farben sein.
Die Sparte wurde 2023 an Archroma verkauft.

## Kritik
Huntsman liegt mit Abstand auf Platz 1 des Toxic Air Polluters Index des Political Economy Research Institute der University of Massachusetts (Stand: Report 2019).